# Joaquín Vilumbrales (metropolitana di Madrid)
Joaquín Vilumbrales è una stazione della linea 10 della metropolitana di Madrid, si trova sotto all'incrocio tra Avenida de la Libertad e Calle Carballiño, nel comune di Alcorcón. La stazione è intitolata a Joaquín Vilumbrales, sindaco di Alcorcón deceduto nel 1999. La stazione avrebbe dovuto chiamarsi in origine Los Castillos, nome del quartiere in cui si trova.

## Storia
La stazione La linea fu inaugurata il 11 aprile 2003 insieme alle stazioni tra Colonia Jardín e la stessa sulla linea 10.
A seguito di lavori, nel 2014, la stazione rimase chiusa. La ragione di questi lavori è stata la sostituzione delle rotaie e della massicciata. I miglioramenti, che hanno avuto un costo di 12,5 milione di euro, hanno permesso ai treni di circolare a più di 70 chilometri all'ora rispetto ai 30 chilometri con cui circolavano prima dei lavori.

## Interscambi
- 2